# Surinaamse Scheepvaartschool
De Surinaamse Scheepvaartschool (SSS) is een schoolinstelling in Suriname.
De SSS werd begin 1958 opgericht in Paramaribo. Het initiatief ervoor werd genomen door R. Chin Ten Fung, die tevens de voorzitter was van de stichting achter de school.
Op 5 september 1958 leverde ze de eerste negen leerlingen af die bijna allemaal werkzaam waren voor de Scheepvaart Maatschappij Suriname (SMS). De school leidde op tot schipper motorist, motorist kustvaart, stuurman kustvaart en schipper binnenvaart. De opleiding voor motoristen duurde een jaar en voor stuurman vier jaar. Het verloop van personeel van de overheid naar het bedrijfsleven was in 1977 groot. In dat jaar werden lokalen van de scheepvaartschool ook gebruikt voor de opleiding in de zeevisserij.
De school werd gefinancierd door de SMS, Alcoa, Bruynzeel Suriname Houtmaatschappij (BSH), Curaçaosche Handel-Maatschappij (CHM), Koninklijke Nederlandse Stoomboot-Maatschappij (KNSM) en Surinaamse Luchtvaart Maatschappij (SLM), waarbij tekorten werden aangevuld door de staat. In 1972 was het voortbestaan van de financiering van de school in gevaar en kwam een nieuwe coalitie van financiers tot elkaar. De financiering werd in 1977 voor de helft door de overheid en voor de helft door het bedrijfsleven gedekt. In dat jaar begon ook de NATIN met de opleiding van technici voor de scheepvaart.
In 2007 werd de scheepvaartschool omgevormd naar de Transportschool. Twee jaar later was er sprake van een tekort aan gekwalificeerd personeel en in 2013 was de Scheepvaartschool weer opgenomen in de begroting van de overheid (ministerie van Onderwijs, Wetenschap en Cultuur).